# Mary Moreland
Mary Moreland er en amerikansk stumfilm fra 1917 af Frank Powell.

## Medvirkende
- Marjorie Rambeau som Mary Moreland.
- Robert Elliott som Thomas Maughm.
- Jean La Motte som Mrs. Daisy Maughm.
- Augusta Burmeister som Mrs. Moreland.
- Fraser Tarbutt som Basil Romney.